# جو روذرفورد
جو روذرفورد (بالإنجليزية: Joe Rutherford)‏ (20 سبتمبر 1920 في المملكة المتحدة - 27 ديسمبر 1996) هو لاعب كرة قدم بريطاني (وحمل سابقاً جنسية المملكة المتحدة لبريطانيا العظمى وأيرلندا) في مركز حراسة المرمى. لعب مع أستون فيلا ونادي ساوثبورت.